# Jezioro Święte (gmina Wolsztyn)
Jezioro Święte – jezioro polodowcowe w woj. wielkopolskim, w powiecie wolsztyńskim, w gminie Wolsztyn, leżące na terenie Równiny Nowotomyskiej. Zwane jest także Jeziorem Krutla (od osady Krutla).

## Opis
W południowej części jeziora w miejscowości Obra znajduje się strzeżone kąpielisko. Jezioro jest także systematycznie zarybiane i cieszy się popularnością wśród wędkarzy. Występują tutaj m.in. karp, karaś, leszcz, płoć, szczupak, okoń, sandacz, lin, kleń i sum.

## Dane morfometryczne
Powierzchnia jeziora wynosi od 23 do 25 ha. W najgłębszym miejscu osiąga ono ok. 17 m (według Andersa 15,3 m) i ma III klasę czystości.

## Legenda
Z jeziorem tym związana jest legenda, według której teren ten był zamieszkały w przeszłości przez bogatych tkaczy. Pewien wędrowiec szukał tam gościny, lecz nikt nie chciał mu jej udzielić. W końcu znalazł ją u ubogich wieśniaków, którzy mieszkali na skraju wsi. Gdy wędrowiec opuszczał gościnny dom, hojnie wynagrodził jego gospodarzy. Bogacze chcieli naprawić swój błąd, ale było już za późno. Za karę ich wieś z domostwami zapadła się, a zagłębienie wypełniło się wodami jeziora.